# Manuel Curt Amérigo
Manuel Curt Amérigo (Alacant, ? - 7 d'agost de 1925) fou un polític alacantí. Fill de Fidel Curt i Josefa Amérigo Rouviere, era emparentat amb la família de pintors i joiers Amérigo, procedents de l'illa d'Elba, i fou gerent de la companyia Hispania. Des de finals del segle xix va formar part de la junta local del Partit Conservador. amb el que fou escollit diputat de la Diputació Provincial d'Alacant en 1896 i 1915 i regidor de l'ajuntament d'Alacant el 1896-1899 i el 1916-1917. Fou nomenat alcalde en juny de 1917 quan fou destituït Ricardo Pascual del Pobil y Chicheri per pertànyer al sector maurista, càrrec que va ocupar fins a novembre del mateix any. A començaments de 1918 ell mateix es va passar al sector maurista, amb el que fou novament regidor de 1918 a 1920. En 1923 fou membre del Patronat de la Caixa d'Estalvis d'Alacant en 1923.